# Eyprepocnemis montigena
Eyprepocnemis montigena är en insektsart som beskrevs av Johnston, H.B. 1937. Eyprepocnemis montigena ingår i släktet Eyprepocnemis och familjen gräshoppor.

## Underarter
Arten delas in i följande underarter:
- E. m. montigena
- E. m. samburu